# Aeroportul Columbia County
Aeroportul Columbia County (IATA: HCC, FAA LID: 1B1) este un aeroport din New York, Statele Unite ale Americii ce deservește zona Hudson⁠(d). Aeroportul a fost tranzitat în 2019 de 32 de pasageri.
Situat la o altitudine de 60 m, aeroportul dispune de 1 pistă.

## Infrastructură

### Piste
Aeroportul dispune de o singură pistă. Pista 03/21 are suprafața de asfalt și dimensiunile 5.350 picioare × 100 picioare. 